# Argyresthia aurivittella
Argyresthia aurivittella is een vlinder uit de familie van de pedaalmotten (Argyresthiidae). De wetenschappelijke naam van de soort werd in 1839 gepubliceerd door Wood.